# Енергетичний рівень
Енергетичний рівень — дозволене значення енергії в квантовій механіці. Сукупність енергетичних рівнів називають енергетичним спектром. Математично енергетичний рівень є власним значенням оператора енергії — гамільтоніана. Кожен енергетичний рівень відповідає одному або кільком стаціонарним станам квантової системи. У випадку, коли таких станів кілька, енергетичний рівень називають виродженим (дублетним, триплетним тощо, в залежності від того, скільки станів мають однакову енергію).
Поняття застосовне до атомів (електронний рівень), молекул (різні рівні, що відповідають коливанням і обертанням — коливальний і обертальний рівень), атомних ядер (внутрішньоядерні енергетичні рівні) тощо.
Енергетичний спектр може бути дискретним або неперервним. Дискретний спектр виникає у разі локалізованих станів. Значення енергії у проміжках між дискретними рівнями не відповідають жодному стаціонарному стану квантової системи, а отже є забороненими.
Прикладом дискретного спектру є атомний спектр, що відповідає можливим переходам між енергетичними рівнями електронів у атомі.
Всі квантові стани з енергетичним рівнем, що перевищує енергію основного стану квантової системи, описують як збуджені стани.

## Електронні енергетичні рівні
У сучасному понятті про орбітальну модель атома, електрони в атомі здатні мати лише певні величини енергії, і переходити з одного енергетичного рівня на інший лише стрибком. Різниця між енергетичними рівнями визначає частоту кванта світла, що виділяється або поглинається під час переходу. Кожній парі значень головного квантового числа n і орбітального квантового числа l відповідає певний рівень енергії, яку може мати електрон.
Головні енергетичні рівні атома — це сукупності атомних орбіталей, що мають однакові значення головного квантового числа. Число таких енергетичних рівнів у атомі дорівнює номеру періоду, в якому розташований відповідний хімічний елемент. Наприклад, калій — елемент четвертого періоду, отже, його атом має 4 основних енергетичних рівні (n = 4).
Кожен головний енергетичний рівень в атомі розщеплений на підрівні (s-, p-, d-, f-, g-орбіталі), відповідні змінам орбітального квантового числа. У достатньо сильних магнітних полях можна виявити розщеплення цих підрівнів на окремі стани, відповідні різним значенням магнітного квантового числа.

## Внутрішньоядерні енергетичні рівні
Термін з'явився завдяки дослідженню радіоактивності. Радіаційне випромінювання розділяється на три частини: альфа-промені, бета-промені і гамма-промені. Дослідження показали, що альфа-випромінювання складається з ядер гелію-4 (див. альфа-частинка), бета-випромінювання є потоком швидко рухомих електронів, а гамма-промені — це вид електромагнітного випромінювання (фотони). Оскільки енергії переходів між різними електронними рівнями недостатньо для виникнення гамма-променів, стало зрозуміло, що їх джерело потрібно шукати всередині атомного ядра: ядро атома саме може мати різні енергетичні рівні, при переходах між якими й відбувається випромінювання гамма-квантів. Гамма-промені розширили спектр відомих електромагнітних хвиль, і всі хвилі, коротші від 10−3 нм, називають гамма-променями.

## Енергетичні рівні електрона в атомі
В хімії, енергетичні рівні прийнято називати електронними оболонками.Згідно теорій про будову атома, енергетичний рівень-це величина,що показує розташування електронів відносно ядра атома.Кожен атом має певну кількість електронів (відповідіє порядковому номеру), тому кількість енергетичних рівнів у різних атомів буде різна.Чим більше віддалений електрон від ядра,тим більша у нього енергія.
Енергетичні рівні в атомі прийнято позначати латинськими літерами, а саме: K, L, M, N.
Також їх позначають номерами (співпадає з номерами періодів)- 1,2,3,4,5,6,7.

## Енергетичні підрівні
Електронна оболонка атомів заповнюється поступово, від першого рівня і далі. Максимальна кількість рівнів елемента співпадає з періодом, в якому знаходиться електрон.
Існує певний алгоритм заповнення енергетичних рівнів,а саме:
1. Запиши елемент, наприклад C;
2. Запиши кількість його електронів, номер періоду(співпадає з кількістю ен.рівнів)  і групи (співпадає із кількістю атомів на останньому енергетичному рівні) е-=6, період 2, група IV;
3. Подивись на порядок заповнення енергетичних рівнів :1s 2s 2p 3s 3p 4s 3d 4p 5s 4d 5p 6s 4f 5d 6p 7s 5f 6d 7p 6f 7d 7f і почни записувати електронну будову елемента, пам’ятаючи, що на  s -рівень максимально вміщується 2 електрона, на p - рівень - 6 електронів, на d- рівень- 10 електронів, а на f-рівень- 14 електронів;
4. Запиши електронну формулу елемента:1s² 2 s ² 2p ²;
5. Перевір загальну електронів(сума цифр,що стоїть після літер 2+2+2=6), кількість рівнів -1,2 (номер групи-2)та кількість електронів на останньому енергетичному рівні 2s2 2p2 (2+2=4) ,група -IV.

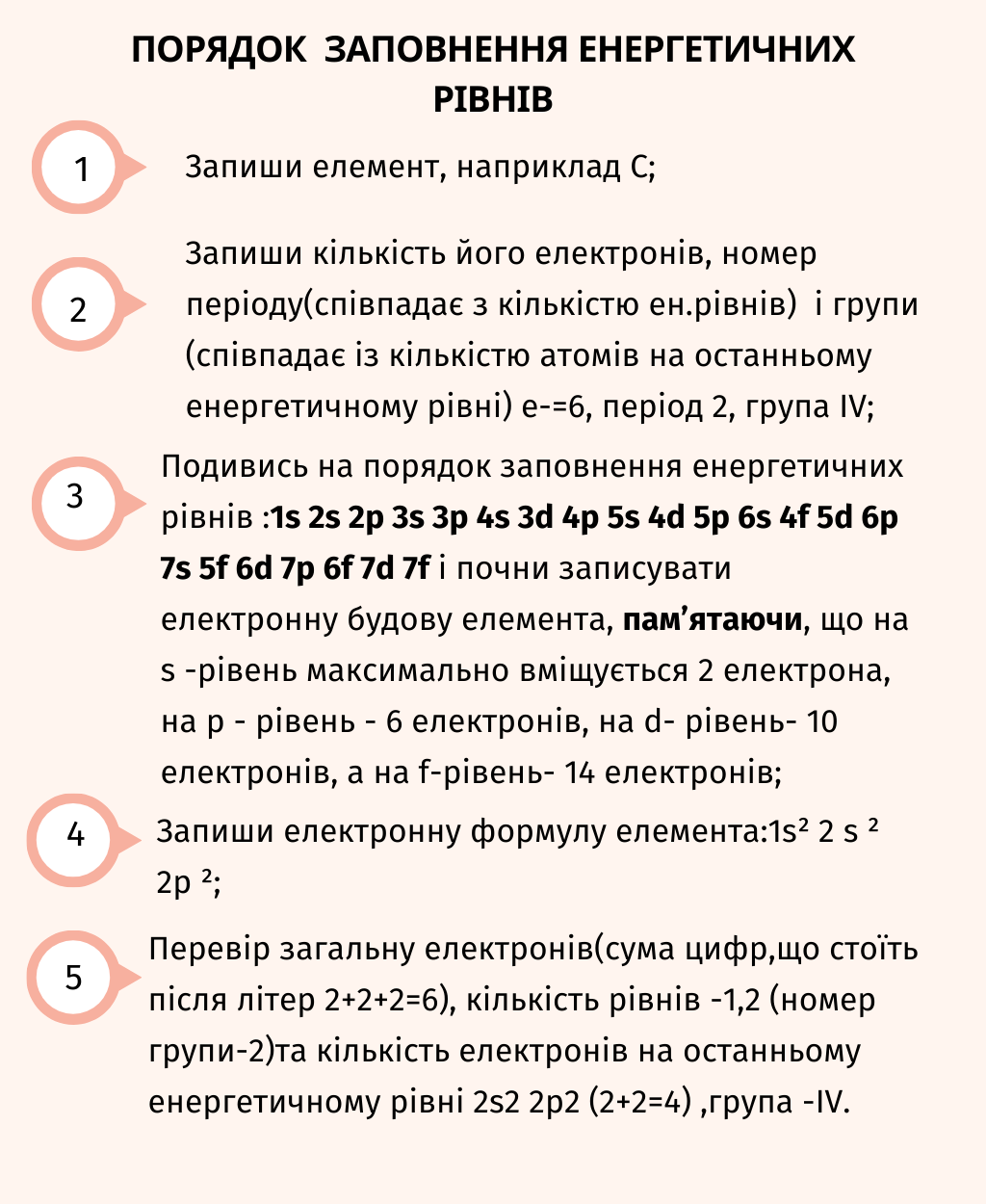
Порядок заповнення енергетичних рівнів,алгоритм